# Ливен, Улла фон
Ульрика «Улла» Элисабет фон Ливен (швед. Ulrica «Ulla» Elisabeth von Liewen; 24 февраля 1747, Стокгольм — 16 мая 1775, Уппсала), — шведская придворная дама и баронесса. В своё время она была любовницей короля Швеции Адольфа Фридрика; получила известность как вероятная мать Лолотты Форссберг.
Ульрика фон Ливен была дочерью дворянина Карла Густава фон Ливена и Ульрики Элеоноры Риббинг аф Зернавы. Она была фрейлиной при дворе шведской королевы. Первоначально помолвленная с графом Пером Браге, Ульрика фон Ливен стала любовницей короля Адольфа Фридрика и родила ему дочь. Королева Швеции же была поставлена в известность об этом и согласилась держать этот факт в секрете, а также заботиться о ребёнке.
Эта история была описана в 1799 году графом Фредриком Георгом Стрёмфельтом Элеоноре Шарлотте д’Альбедюлль после попытки шведской принцессы Софии Альбертины официально признать Лолотт Форссберг своей сестрой, к тому времени бывшей графиней Стенбок по браку (хотя в его истории вместо 1769 года указан 1766):

«У королевы Луизы Ульрики была фрейлина по имени Улла Ливен, помолвленная с графом Пером Браге, сыном несчастного графа Эрика. В 1769 году она заболела и разрешилась „маленькой“, которая была дочерью Адольфа Фредрика. Королева была осведомлена об этой тайне, но из дружеских чувств к своей фрейлине, которая славилась добродетелью и хорошими повадками, а также, возможно, из-за крайней ревности, проявленной Её Величеством в отношении очаровательной актрисы и танцовщицы м-ль Дюлондель, у которой от короля был сын Фредрикссон. Эта ревность, вызвавшая изгнание м-ль Дюлондель из королевства, которое стало возможным при обещании королева своему мужу заботиться о его ребёнке под обетом хранения этого в тайне. Те, кто видел графиню Стенбок в её молодые годы, а также портрет Уллы Ливен, не могут сомневаться в этом вопросе. Кроме того, она похожа на Адольфа Фредрика, и это объясняет, почему люди нашли такое сходство между ней и принцессой Софией Альбертиной».— 
Принцесса София Альбертина заявляла своей близкой подруге, графине Каролине Эренкроне, что у неё есть несколько причин полагать, что Улла Ливен является матерью Лолотт Форссберг, но что она будет держать это в тайне из-за заботы о семье Ливен, хотя в высшем обществе этот вопрос, по-видимому, был «секретом Полишинеля».
В 1770 году Улла Левен вышла замуж за политика и придворного барона Карла де Гера (1747—1805). Их дочь Шарлотта де Гер позднее вышла замуж за Ханса Хенрика фон Эссена. Дочь её супруга во втором браке, Вильхельмина, служила правительницей гардеробной у королевы Дезире Клари и вышла замуж за Карла Эдварда Юльденстольпе, который в свое время был помолвлен с Лолотт Форссберг.